# Rosencrantz és Guildenstern halott (színmű)
A Rosencrantz és Guildenstern halott, vagy pusztán Rosencrantz és Guildenstern (eredeti cím: Rosencrantz and Guildenstern are Dead) Tom Stoppard abszurd, egzisztencialista tragikomédiája. A darab hivatalos világpremierjét az Old Vic Színházban játszották 1967 áprilisában.

## Keletkezése

### Az ideától az Oxford Színház bemutatójáig
Stoppard 1963-ban ügynöke, Kenneth Ewing javaslatára döntött úgy, hogy ír egy Hamlet feldolgozást, aminek főszereplői Rosencrantz és Guildenstern lesz. 1964-ben el is készült a későbbi darab elődje, amely pusztán egy felvonásból állt. Ebben Rosencrantz, Guildenstern, a Színész, Lear Király, Horatio, illetve Hamlet karakterei jelennek meg már a hajón Anglia felé, de Hamlet és a Színész szerepet cserélnek. 1965-ben Stoppard átdolgozta a darabot, ami így már két felvonásból állt. A drámaíró ezt a verziót küldte el a Királyi Shakespeare Társulatnak, akiknek nagyon tetszett Stoppard műve, így felkérték egy harmadik felvonás megírására az első kettőhöz. Habár az eredeti tervek szerint a KST mutatta volna be a darabot, pénzügyi nehézségek miatt az egyetemista Oxford Színházi Csapathoz került a mű.

### Az edinburghi premiertől a nemzetközi színpadokig
Rosencrantz és Guildenstern halott Oxford Színház verziójáról készült rendkívül pozitív kritikáknak köszönhetően a National Theatre is be szerette volna mutatni a darabot. Így a forgatókönyv egy újabb alapos átdolgozása után a darab Edinburgh-ban is színpadra került. A premier estéjén Stoppard egy a nemtetszését kifejező néző bántó megjegyzése miatt nem nézte végig a darabot, hanem már az első felvonás után elhagyta a színházat – amit később kifejezetten megbánt. Az edinburghi előadás oly nagy sikernek bizonyult, hogy a mű következő állomása már a Broadway színpadja volt. De Rosencrantz és Guildenstern halott nem csak az Egyesült Királyságban és az Egyesült Államokban bizonyult hatalmas sikernek, hanem világszerte – többek között Olaszországban, Japánban, Németországban és Skandináviában. 1990-ben még film is készült a darabból maga Stoppard rendezésével.

## Szereplők
- Rosencrantz és Guildenstern: Hamlet gyermekkori barátai és iskolatársai
- Színész: egy vándorszínész, a Tragédiajátszók vezetője
- Alfred: egy kisfiú, aki a női karaktereket alakítja a Tragédiajátszók darabjaiban
- Tragédiajátszók: vándorszínész társulat
- Hamlet: Dánia hercege, Claudius unokaöccse
- Ophelia: Hamlet jövendőbelije
- Claudius: Dánia királya, Hamlet nagybátyja és mostohaapja
- Gertrud: Dánia királynője, Hamlet édesanyja
- Polonius: Claudius főtanácsadója
- Horatio: Hamlet barátja
- Fortinbras: Norvégia királyának az unokaöccse
- Első követ
- Második követ
- Első katona
- Második katona
- Udvar és kísérők

## Összegzés
A mű Shakespeare Hamlet c. tragédiáján alapszik, de benne az eredeti darabban jelentéktelennek bizonyuló szereplők, Rosencrantz és Guildenstern kerülnek a középpontba, s így az eredeti műhöz képest jóval több komplexitást nyernek. A két főszereplő játszadozással, viccelődéssel, illetve filozófia eszmecserékkel töltik az idejüket. Elmélkedéseik során a szabad akaratról, a halálról, illetve az önazonosságról vitatkoznak. Mindeközben a Hamlet többi szereplője is megjelenik a színpadon, ugyanis a Stoppard darab hátterében az eredeti Shakespeare tragédia cselekménye folyamatosan zajlik. Rosencrantz és Guildenstern halott az eredeti Shakespeare tragédia „fordítottja”: a háttérszereplőkből lesznek a főszereplők és vica versa.
Annak ellenére, hogy a Shakespeare tragédia cselekménye a háttérben zajlik, Rosencrantz-nak és Guildensternnek fogalmuk sincs, mi történik, hol vannak, vagy kik ők egyáltalán (mind átvitt, mind szó szerinti értelemben ). Párbeszédeikből nyilvánvalóvá válik, hogy képtelenek az önálló cselekvésre és külső irányításra van szükségük. Ezt a külső irányítást a Hamlet cselekménye testesítené meg, azaz a többi szereplővel való interakciójuk, de ezek olyan ritkán következnek be, hogy a főszereplők szinte teljesen magukra vannak utalva.
Már a dráma legelejétől Rosencrantz és Guildenstern egy elkerülhetetlen végzet felé tart. Habár nem emlékeznek semmire, tudják, hogy a király megbízásából Hamletet, Dánia hercegét és egyben gyermekkori barátjukat kell megfigyelniük, hogy kiderítsék, mi gyötri az ifjú herceget, illetve mire készül. Ezt a feladatot nemhogy nem képesek teljesíteni, de a mű végén – ugyanis Hamlet túljár az eszükön – a két főszereplőt végeztetik ki a herceg helyett. De a végkifejlethez való eljutásig Rosencrantz és Guildenstern számos lelki gyötrődésen, vitán (amik az értelmetlen össze-vissza beszéd és a filozófia elmélkedések spektrumán mozognak) megy keresztül. A mű az eredeti Shakespeare tragédia zárójelenetével végződik, mely során a Követ kijelenti: „Hogy Rosencrantz és Guildenstern halott.” A főszereplők szemszögéből a végzetükhöz vezető cselekedeteik láncolata teljesen észszerűtlen, de ez annak a következménye, hogy Rosencrantz és Guildenstern pusztán jelentéktelen bábok Hamlet világában.

## Témák

### Halál
Miközben Rosencrantz és Guildenstern sikertelenül próbálnak rájönni, hogy mit is kéne egyáltalán tenniük, többek között a halál témájáról is elmélkedni kezdenek. Habár rettegnek az elmúlás gondolatától, kénytelenek belátni, hogy mint halandók – s ráadásul, mint a Hamlet szereplői, ugyanis Rosencrantz és Guildenstern karakterének a halál előíratott – nincs más választásuk. A lelki folyamat, amin keresztülmennek a halandóság tagadásától az elfogadásig erősen tükrözi az univerzális emberi gondolatmenetet a halált illetően.

### Végzet
A dráma cselekményének haladásával nyilvánvalóvá válik, hogy a két főszereplő nem kerülheti el a végzetüket, azaz a halált, ugyanis sorsukat megpecsételte a forgatókönyv. Természetesen nem minden irodalmi figurának a halál a végzete – sokuk például örök szerelemre lelnek vagy meggazdagodnak – így e képzelet szülte szereplők sorában Rosencrantz és Guildenstern, illetve a tragikus szereplők általában véve, a rövidebbet húzták. Viszont a kitalált karakterekkel ellentétben magára az emberiségre pusztán a halál vár, mint végzet. Így Rosencrantz és Guildenstern személyét nem csak az elmúlásuktól való rettegésük teszi rokonszenvessé, hanem annak elkerülhetetlensége.

### Élet
„A bizonytalanság természetes állapot.” A halálhoz hasonlóan maga az élet is fontos témáját képezi a műnek. Habár főszereplőink végzete, a halál, kőbe van vésve, az ezen állomásig való eljutás annál bizonytalanabb és bonyolultabb. Holott Rosencrantz és Guildenstern egy színdarab szereplői, Stoppard megfosztja őket egy, a drámai karakterekre jellemző nagyon fontos tulajdonságtól: hogy mindig tudják, mit kell tenniük. Hamlettel vagy a többi szereplővel ellentétben Rosencrantz és Guildenstern (az emberiséghez hasonlóan) nem tudnak semmit létezésük céljáról, így tehetetlenül sodródnak a haláluk felé.

### Színház
Rosencrantz és Guildenstern mellett a Színész a mű egyik legjelentősebb szereplője. A színészi életről szóló monológjában, illetve a két főszereplővel folytatott beszélgetései során számtalan utalást tesz arra, hogy maga Rosencrantz és Guildenstern is pusztán színészek – s, mint színészek, követniük kell a forgatókönyvet és beteljesíteni a sorsukat.
Rosencrantz és Guildenstern halott egy roppant rétegzett mű, ugyanis a hátterében a Hamlet cselekménye zajlik, azaz színdarab van a színdarabban. Emellett a Tragédiajátszók a Hamlet cselekményét követve eljátsszák a Gonzago megölése c. darabot, azaz színdarab (Gonzago) van a színdarabban (Hamlet), ami szintén egy színdarabban (Rosencrantz és Guildenstern) van.

## Film
Rosencrantz és Guildenstern halott 1990-ben került a filmvászonra Stoppard rendezésével, illetve Gary Oldman-nel (Rosencrantz) és Tim Roth-al (Guildenstern) a főszerepben. A médiumváltás miatt Stoppard úgy érezte, hogy az eredetileg 3 órás darabot le kell rövidíteni, ugyanis a mű nem éppen a vizualitása miatt lett sikeres. Ami azt illeti, a forgatás során Stoppard-nak többször emlékeztetnie kellett az operatőrt, Peter Biziou-t, hogy olykor-olykor mozdítsa meg a kamerát. Holott a film döntően pozitív értékelést kapott, nagy hátránya, hogy a cselekményét pusztán azon nézők fogják egyáltalán érteni, akik vagy olvasták, vagy látták színpadon az eredeti darabot. A Velencei Filmfesztiválon a film elnyerte az Arany Oroszlán díjat, amit Stoppard roppantul komikusnak talált, ugyanis e díj elnyerésére érdemesebbnek találta vetélytársa, Martin Scorsese Nagymenők c. filmjét.

## Magyar fordítások
Habár több magyar fordítás is készült a műből, a legtöbb színdarab a Vas István-féle fordítást használta fel. De Vas mellett mások is átemelték a darabot a magyar nyelvbe, többek között Nádasdy Ádám, illetve Eörsi István. A dráma azon részei, melyeket Stoppard szóról-szóra az eredeti Hamlet műből emelt át, a magyar verzióban Arany János Hamlet fordításaként jelennek meg a darabban.

## Magyar előadások
Rosencrantz és Guildenstern halott nem pusztán külföldön, hanem a hazai színházak körében is nagy népszerűségnek örvend, így az évtizedek során számos társulat vitte színpadra a darabot.

### Nemzeti Színház (1971)
Rosencrantz és Guildenstern halott az feltételezhetőleg a legkorábban 1971-ben került színpadra Magyarországon, mégpedig a budapesti Nemzeti Színházban, illetve e színház társulatának színészeivel. A darabot Marton Endre rendezte, a főszerepet pedig Sinkovits Imre (Rosencrantz) és Avar István (Guildenstern) töltötte be. Az alkotás Vas István fordítását használta fel.

### Kamra (1994)
Máté Gábor rendezésével 1994-ben játszotta a Katona József Színház társulata a budapesti Kamra Színházban. Rosencrantz szerepét Tóth József, míg Guildenstern-ét Bán János töltötte be. A helyszín érdekessége, hogy három évvel ezelőtt ugyanitt rendezte meg Zsámbéki Gábor a Hamletet. E bemutató szintén Vas István fordítását alkalmazta.

### Kolozsvári Állami Magyar Színház (1994)
Szintén 1994-ben volt megtekinthető a Kövesdy István rendezte Rosencrantz és Guildenstern halott a kolozsvári Állami Magyar Színházban. A darabot az Állami Magyar Színház társulatának színészei játszották Nagy Dezsővel (Rosencrantz) és Boér Ferenccel (Guildenstern) a főszerepben. Az előző feldolgozásokhoz hasonlóan e darab szövege is a Vas István-féle fordítást használta fel.

### Stúdiószínház (2003)
A kaposvári Stúdiószínházban Váradi Szabolcs rendezésével vitte színpadra a Csiky Gergely Színház társulat Stoppard művét. A főszereplőket Némedi Árpád (Rosencrantz) és Nagy Viktor (Guildenstern) színészek alakították. E feldolgozás is a Vas István fordítást alkalmazta, mint szöveg.

### Shakespeare Fesztivál, Várszínház (2010)
Stoppard darabja 2010-ben még a Gyulai Shakespeare Fesztiválra is eljutott Victor Ion Frunza rendezésével. A temesvári Csiky Gergely Állami Magyar Színház társulat Katona Lászlóval (Rosencrantz) és Balázs Attilával (Guildenstern) az élen lépett fel a gyulai Várszínpadon. 2009-ben ez az előadás a „legjobb előadásának járó UNITER-díjat kapta Romániában.” Frunza feldolgozásában a gyulai vár, mint helyszín és díszletelem, jelentős szerepet kapott, sőt még a szellem alakja is feltűnt rajta – habár főszereplőink egyáltalán nem értik, hogy miként került oda, vagy mit csinál ott. A legtöbb magyar előadással ellentétben e feldolgozásban Vas István mellett Eörsi István fordítását is felhasználták.

### MU Színház (2011)
2011-ben az MU Színházban került megrendezésre Grigor Attila és a Szputnyik Hajózási Társulat közös erejével Stoppard abszurd színdarabja Fábián Gáborral (Rosencrantz) és Jankovics Péterrel (Guildenstern) a főszerepben. E feldolgozásban pusztán a két főszereplő, illetve a Tragédiajátszók szerepelnek, így a karakterek „jobban eltávolodnak a Hamlet-drámától, a fókusz a hamleti cselekményről a szereplők adott jelenetben betöltött pillanatnyi viszonyrendszerére és adott szituációkon belül megvalósítható játék-lehetőségekre kerül.” A Shakespeare fesztiváli előadáshoz hasonlóan e adaptáció sem hagyatkozott teljes mértékben a Vas István-féle fordításra, ugyanis Nádasdy Ádám fordítását is felhasználták.

### Szkéné (2014)
Szikszai Rémusz rendező a Vádli Alkalmi Színházi Társulás, a Füge és a Szkéné színházi társulatok segítségével 2014-ben vitte a darabot az utóbbi színpadára. Rosencratz-ot Nagypál Gábor, míg Guildenstern-t Kaszás Gergő alakította. E feldolgozás érdekessége volt, hogy a színpad a Stoppard féle üresség helyett egy játszótér volt, emellett Hamlet (Király Attila) „Michael Ende Végtelen történet című könyvét tartotta a kezében, arra utalva, hogy Rosencrantz és Guildenstern története sem ér véget.” A legtöbb magyar előadással egyetemben ez a feldolgozás is a Vas István-féle fordításon alapult.